# Lista siturilor arheologice din județul Vrancea - A
Lista siturilor arheologice din județul Vrancea - A conține toate siturile arheologice din județul Vrancea înscrise în Repertoriul Arheologic Național (RAN) și aflate în localități al căror nume începe cu litera A. RAN este administrat de Ministerul Culturii și Patrimoniului Național și cuprinde date științifice, cartografice, topografice, imagini și planuri, precum și orice alte informații privitoare la zonele cu potențial arheologic, studiate sau nu, încă existente sau dispărute.
Puteți căuta un sit din localitățile care încep cu litera A folosind formularul de mai jos sau puteți naviga prin toate siturile din județ la Lista siturilor arheologice din județul Vrancea.
| Cod RAN                                   | Denumire | Localitate                                    | Adresă                                          | Datare                 | Descoperit | Coordonate                                    | Imagine           | Erori            |
| ----------------------------------------- | --- | --------------------------------------------- | ----------------------------------------------- | ---------------------- | ---------- | --------------------------------------------- | ----------------- | ---------------- |
| 175484.01.01                              | Biserica fostului schit Căpătanu din Arva -La biserică / ansamblu Aansamblul monahal cu hramul "Sfântului Nicolae" (Categorie: structură de cult/religioasă) (Tip: Biserică) | sat Arva, comuna Broșteni                     | La biserică                                     | sec. XVIII             |            | 45°46′04″N 26°58′57″E / 45.76791°N 26.98253°E | Încărcați imagine | Raportați eroare |
| 175484.01.02                              | Biserica fostului schit Căpătanu din Arva -La biserică / ansamblu anonim (Categorie: structură de cult/religioasă) (Tip: Cimitir)                                            | sat Arva, comuna Broșteni                     | La biserică                                     | sec. XVIII             |            | 45°46′04″N 26°58′57″E / 45.76791°N 26.98253°E | Încărcați imagine | Raportați eroare |
| 174879.02.01                              | Ruine de case de la sfârșitul sec. XIX-începutul sec. XX de la Adjud-Școala generală nr. 4 / ansamblu anonim (Categorie: locuire) (Tip: Fundație)                            | municipiul Adjud                              | Str. Libertății 2A, punct Școala generală nr. 4 |                        |            |                                               | Încărcați imagine | Raportați eroare |
| 174879.01.01 (Cod LMI: VN-I-s-B-06340)    | Așezarea Monteoru de la Adjud - "Movilița" / ansamblu anonim (Categorie: locuire civilă) (Tip: Așezare)                                                                      | municipiul Adjud                              | Movilița                                        | Monteoru - Ic 3        |            |                                               | Încărcați imagine | Raportați eroare |
| 174879.07.01 (Cod LMI: VN-I-m-B-06344.03) | Situl arheologic de la Adjud - str. Al. I. Cuza / ansamblu anonim (Categorie: locuire civilă) (Tip: Așezare)                                                                 | municipiul Adjud                              | str. Al. I. Cuza                                | Monteoru - II a - II-b |            |                                               | Încărcați imagine | Raportați eroare |
| 174879.07.02 (Cod LMI: VN-I-m-B-06344.02) | Situl arheologic de la Adjud - str. Al. I. Cuza / ansamblu anonim (Categorie: locuire civilă) (Tip: Așezare)                                                                 | municipiul Adjud                              | str. Al. I. Cuza                                | Monteoru - II b        |            |                                               | Încărcați imagine | Raportați eroare |
| 174879.07.03 (Cod LMI: VN-I-m-B-06344.01) | Situl arheologic de la Adjud - str. Al. I. Cuza / ansamblu anonim (Categorie: locuire civilă) (Tip: Așezare)                                                                 | municipiul Adjud                              | str. Al. I. Cuza                                |                        |            |                                               | Încărcați imagine | Raportați eroare |
| 174879.03.01 (Cod LMI: VN-I-s-B-06345)    | Așezarea Monteoru de la Adjud - "Islaz" / ansamblu anonim (Categorie: locuire civilă) (Tip: Așezare)                                                                         | municipiul Adjud                              | Str. Izlaz                                      | Monteoru               |            |                                               | Încărcați imagine | Raportați eroare |
| 174879.04.01 (Cod LMI: VN-I-s-B-06341)    | Așezarea Monteoru de la Adjud - "Lutărie" / ansamblu anonim (Categorie: locuire civilă) (Tip: Așezare)                                                                       | municipiul Adjud                              | Lutărie                                         | Monteoru - Ic 3        |            |                                               | Încărcați imagine | Raportați eroare |
| 174879.05.01 (Cod LMI: VN-I-s-B-06342)    | Așezarea medievală de la Adjud - "Lutărie" / ansamblu anonim (Categorie: locuire civilă) (Tip: Așezare)                                                                      | municipiul Adjud                              | Lutărie                                         | sec. XVII              |            |                                               | Încărcați imagine | Raportați eroare |
| 174879.06.01 (Cod LMI: VN-I-s-B-06343)    | Așezarea Monteoru de la Adjud - "Islaz" / ansamblu anonim (Categorie: locuire civilă) (Tip: Așezare)                                                                         | municipiul Adjud                              | Islaz                                           | Monteoru - I           |            |                                               | Încărcați imagine | Raportați eroare |
| 175135.01.01 (Cod LMI: VN-I-m-B-06346.02) | Situl arheologic de la Andreiașu de Jos / ansamblu anonim (Categorie: locuire civilă) (Tip: Așezare)                                                                         | sat Andreiașu de Jos, comuna Andreiașu de Jos |                                                 | Cucuteni               |            |                                               | Încărcați imagine | Raportați eroare |
| 175135.01.02 (Cod LMI: VN-I-m-B-06346.01) | Situl arheologic de la Andreiașu de Jos / ansamblu anonim (Categorie: locuire civilă) (Tip: Așezare)                                                                         | sat Andreiașu de Jos, comuna Andreiașu de Jos |                                                 | Monteoru               |            |                                               | Încărcați imagine | Raportați eroare |
| 177575.01.01 (Cod LMI: VN-I-m-A-06347.02) | Situl arheologic de la Anghelești / ansamblu anonim (Categorie: locuire civilă) (Tip: Așezare fortificată)                                                                   | sat Anghelești, comuna Ruginești              |                                                 |                        |            |                                               | Încărcați imagine | Raportați eroare |
| 177575.01.02 (Cod LMI: VN-I-m-A-06347.01) | Situl arheologic de la Anghelești / ansamblu anonim (Categorie: locuire civilă) (Tip: Așezare)                                                                               | sat Anghelești, comuna Ruginești              |                                                 |                        |            |                                               | Încărcați imagine | Raportați eroare |